# Liste der Monuments historiques in Puyravault (Charente-Maritime)
Die Liste der Monuments historiques in Puyravault (Charente-Maritime) führt die Monuments historiques in der französischen Gemeinde Puyravault auf.

## Liste der Objekte

### Kirche Sainte-Trinité
| Bezeichnung      | Beschreibung                                                                                        | Standort | Kennzeichnung | Schutzstatus | Datum | Bild |
| ---------------- | --------------------------------------------------------------------------------------------------- | -------- | ------------- | ------------ | ----- | ---- |
| Weihwasserbecken | Stein, 19. Jahrhundert                                                                              | (Lage)   | PM17001424    | Inscrit      | 1984  |      |
| Prozessionskreuz | Kupfer, versilbert, um 1800                                                                         | (Lage)   | PM17001533    | Inscrit      | 1988  |      |
| Weihrauchfass    | Bronze, versilbert, 16. Jahrhundert                                                                 | (Lage)   | PM17000786    | Classé       | 1997  |      |
| Hochaltar        | Altar mit Retabel, Tabernakel und Gemälde Dreifaltigkeit; Holz und Öl auf Leinwand, 18. Jahrhundert | (Lage)   | PM17001423    | Inscrit      | 1984  |      |